# Cratere Copernico (Luna)

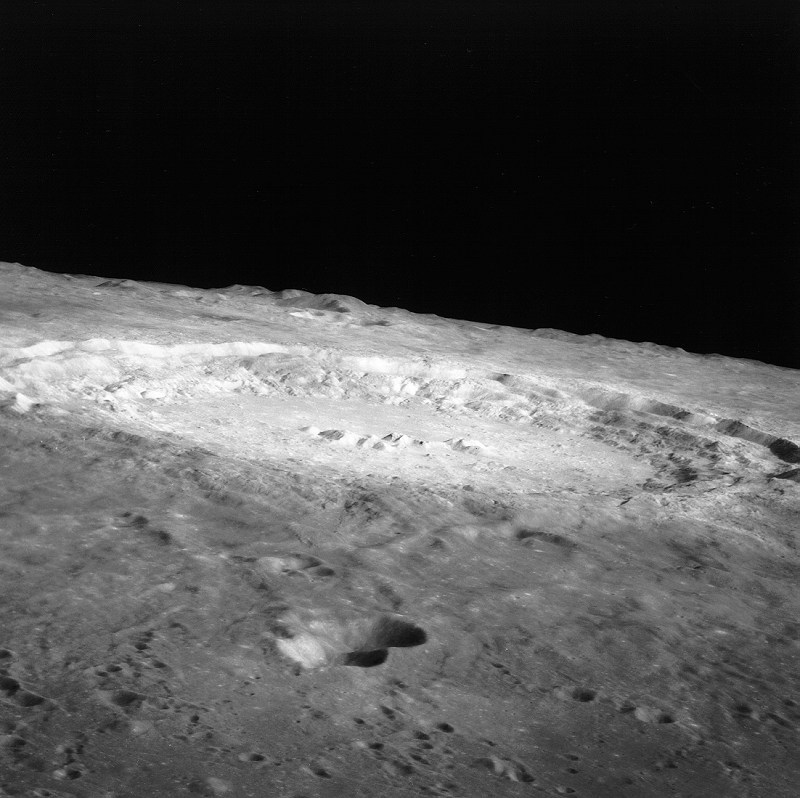
Il cratere Copernico sulla Luna.

Copernico, o Copernicus secondo la denominazione ufficiale, è un cratere lunare di 96,07 km situato nella parte nord-occidentale della faccia visibile della Luna, nella porzione orientale dell'Oceanus Procellarum. A sud si trova il Mare Insularum, a sud-sud-ovest il cratere Reinhold, mentre a nord vi è la catena dei Montes Carpatus, che segue il bordo meridionale del Mare Imbrium. Ad ovest si trova un gruppo irregolare di basse colline.
Copernicus è uno dei crateri più cospicui ed è visibile anche con un piccolo binocolo, puntando leggermente a nord-est del centro della faccia visibile della Luna
Ha un'età stimata di 800 milioni di anni, ed individua l'inizio dell'Era Copernicana nell'ambito della scala dei tempi geologici lunari. Per la sua età relativamente recente, Copernico mostra poche tracce di erosione e i dettagli della sua struttura sono affilati e ben marcati.
Il bordo ha una forma lievemente esagonale e le pendici interne sono terrazzate. Le pendici esterne si estendono per una trentina di chilometri nel mare circostante, circa un chilometro più in basso. All'interno si distinguono tre sistemi di terrazzature e una frana a forma di arco prodotta dai detriti provenienti dalle pendici.
Il pianoro interno non è stato invaso da colate laviche, probabilmente per la recente data di formazione della struttura. La superficie interna è collinosa nella metà meridionale, mentre più a nord è relativamente piana. La formazione centrale è formata da tre montagne isolate che si innalzano fino a 1,2 km sul livello del pianoro interno. Questi picchi sono separati da valli e approssimativamente allineati in direzione est-ovest. Osservazioni infrarosse condotte negli anni ottanta del XX secolo hanno determinato che questi picchi sono principalmente formati da una forma femica di olivina.
La raggiera di questo cratere si estende fino a 800 km nel mare circostante, sovrapponendosi alla raggiera dei crateri Aristarchus e Kepler. I raggi sono meno distinti di quelli, lunghi e lineari, del cratere Tycho, ed anzi a tratti sembrano nebulosi o a forma di piuma. In numerose locazioni i raggi piegano ad angolo, invece di proseguire diritti. Vi è un cospicuo sistema di crateri secondari, come già descritto da Cassini nel 1680. Alcuni di questi crateri secondari formano catene sinuose tra il materiale espulso nella raggiera.
Questo cratere è stato dedicato all'astronomo polacco Niccolò Copernico dal gesuita italiano Giovanni Riccioli. Questo particolare è interessante, perché Riccioli si opponeva pubblicamente alla teoria eliocentrica, in accordo con la posizione ufficiale della Chiesa cattolica, ed affermò di aver "scagliato Copernico nell'Oceano delle Tempeste" (Oceanus Procellarum), dedicandogli, però, una delle più cospicue formazioni lunari.
Nel 1966 l'interno di questo cratere fu fotografato dal Lunar Orbiter 2. Questa foto, tra le prime a mostrare dettagli del suolo lunare da distanza ravvicinata suscitò scalpore e fu indicata come Immagine del Secolo.

## Crateri correlati
Alcuni crateri minori situati in prossimità di Copernicus sono convenzionalmente identificati, sulle mappe lunari, attraverso una lettera associata al nome.

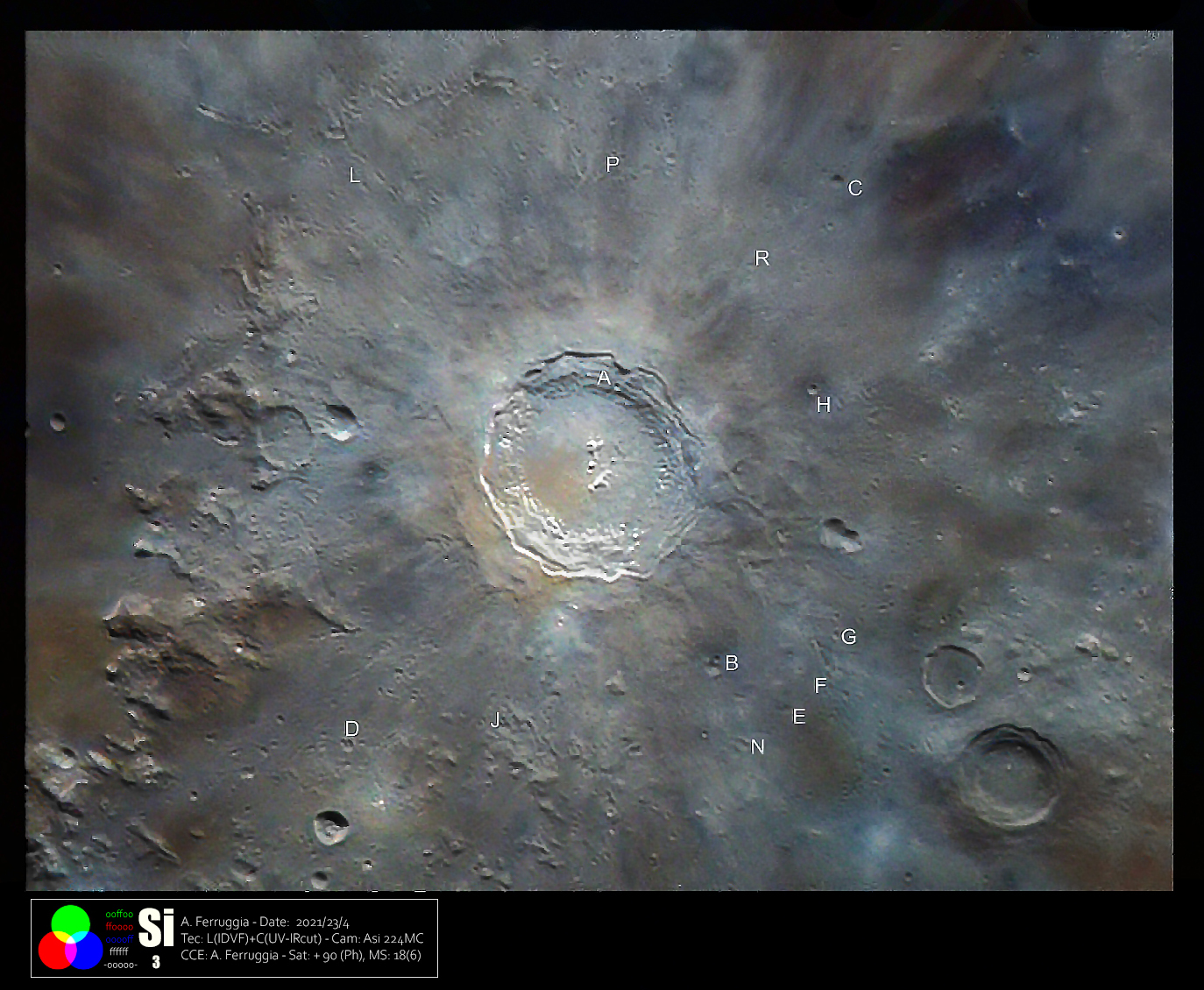
Copernicus e crateri minori.

| Copernicus | Coordinate            | Diametro (in km) |
| ---------- | --------------------- | ---------------- |
| A          | 9°31′12″N 18°54′00″W  | 3,22             |
| B          | 7°30′00″N 22°23′24″W  | 7,55             |
| C          | 7°07′12″N 15°26′24″W  | 5,73             |
| D          | 12°12′N 24°48′W       | 5,09             |
| E          | 6°24′N 22°42′W        | 4,12             |
| F          | 5°53′24″N 22°14′24″W  | 3,33             |
| G          | 5°55′12″N 21°30′36″W  | 4,14             |
| H          | 6°53′24″N 18°17′24″W  | 4,4              |
| J          | 10°07′48″N 23°56′24″W | 5,71             |
| L          | 13°28′48″N 17°04′48″W | 3,89             |
| N          | 6°54′36″N 23°18′36″W  | 6,33             |
| P          | 10°06′36″N 16°03′36″W | 4,32             |
| R          | 8°03′36″N 16°50′24″W  | 3,57             |